# 550-е годы
550-е (пятьсо́т пятидеся́тые) го́ды по юлианскому календарю — промежуток времени с 1 января 550 года по 31 декабря 559 года, включающий 550 год 5-го десятилетия   и с 551 по 559 годы    6-го десятилетия VI века 1-го тысячелетия.  Они закончились 1466 лет назад.

## События по годам

### 550
- 28 июня: в Константинополе освящена церковь Апостолов[1].
- Готы овладели Римом и Сицилией[2]. Под контролем Византии остались лишь Равенна, Анкона, Кротон и Отранте. Италия страшно разорена войнами.
- Славяне двигаются в Северную Италию на помощь готам.
- Герман поставлен во главе большого войска, направленного в Италию[3]. Массы склавенов направились к Фессалонике. Герман приостановил поход. Осень — Герман умер в Сердике.
- Преемник Гао Хуаня объявил себя императором Северной Ци (Бэй-Ци) и изрубил на куски всех членов семьи Тоба.
- Чьеу Вьет Выонг изгнал китайцев из Вансюана.

### 551
- Написание Иорданом «Гетики» (в Равенне?).
- Нарсес назначен главнокомандующим в Италию.
- Разрушительные землетрясения в Константинополе, Александрии и других городах Восточного Средиземноморья.
- Впервые упоминаются бавары[4].
- Славянские отряды громят византийское войско, захватывают знамя Константина и впервые достигают окрестностей Андрианаполя (5 дней пути до Константинополя).
- Ок.551 — Восстание католиков во главе с Атанагильдом против ариан-везеготов.
- Брачный союз Бумына с царевной Западной Вэй.

### 552
- Юстиниан направил в Италию 30-тысячную армию во главе с Нарсесом. Июнь — В битве при Тагинах войско Тотилы разгромлено, сам он погиб. Остатки остготов во главе с королём Тейей отошли к Везувию.
- 552—553 — Король остготов Тейя.
- Ок. 552 — Колумба основал монастырь Дарроу.
- Гибель Хоу Цзина. Возрождение Лян.
- Жужжаней разгромили алтайские тюрки. Каган жужжаней Анахуань убит.
- Тюрки под руководством Мугань-кагана, сокрушив прежних хозяев монгольских степей — жужжаней, выходят к Жёлтому морю.
- Существование Тюркского каганата (552—744).
- Сабиры захватывают Агванию[5].
- Первое известие о славянах и начало русской истории согласно И. Ф. Г. Эверсу.
- Создание Армянского церковного календаря.

### 553
- Битва на «Молочной горе». Остготы разбиты Нарсесом и почти полностью уничтожены. Гибель Тейи. Конец остготского королевства.
- Весна. Большое войско, состоящее из франков и алеманов, возглавляемое двумя вождями, Бутиленом и Лотарем, вторгается на территорию Италии.
- Сражение при Казилинуме. Франки терпят поражение от Нерсеса.
- Закон «Pragmatica sanctio» Юстиниана, изданный для Италии.
- Пятый Вселенский Собор в Константинополе (II Константинопольский), осудивший еретические воззрения Оригена и трёх богословов, не считавших Христа богочеловеком, а Марию — богоматерью.
- Бэй-Ци победили киданей.
- Посольство от эфталитов в Западную Вэй.
- Восстание тюркютов против жужаней. Бумын умер.
- Разгром жужаньского каганата.

### 554
- Нарсес одержал победу над 70-тысячной армией франков и алеманов.
- Против власти франков взбунтовались саксы.
- Междоусобная борьба вестготов. Поход флота и армии Византии (патриций Либерий) в Юго-Восточную Испанию. Либерий разбил войска Агила и вернул Византии Бетику. Византийцы захватили города Кордуба, Картаго-Новая и Малага.
- 554—567 — Король вестготов Атанагильд.
- Сяньбийское государство распадается на две части — Бэй-Ци и Бэй-Чжоу.
- Образование царства Младшая Лян, зависимого от Западной Вэй.
- Вторжение войск Западной Вэй в Южный Китай для поддержки Младшей Лян.
- Поход тюркютов на запад до Арала.
- Юстиниан издаёт Прагматическую санкцию, которая закрепляла завоевания в Италии, Африке и Испании[6].

### 555
- Присоединение Италии (Апеннинского полуострова) к Византии. Первым наместником становится патрикий Нарсес.
- 555—561 — Папа Пелагий I.
- 555—558 — Король Австразии Хлотарь I.
- Прототюрки захватили все владения жужаней. Часть жужаней откочевала на запад, где стала известна как авары (обры).
- Второй Двинский собор.

### 556
- Предположительно Майлгун ап Кадваллон занял престол Королевства Пиктов
- 16 апреля римским папой стал Пелагий I, который сослал епископа Павлина Фоссомбронского в монастырь за призывы к расколу.
- Византийский полководец армянского происхождения Нарсес выбил франков из Италии.
- Константинопольский юрист Юлиан составил первый в истории сборник юридических новелл «Juliani epitome Novellarum».
- Император Юстиниан I разрешил в Византии разводы и запретил чтение в синагогах Мишны.
- В Равенне казнена группа манихеев.
- Антиохийский синод принял решение об автокефалии Грузинской церкви.
- Авары появляются на среднем течении Дуная, в степях Венгрии.
- Завершилась персо-византийская война за Лазику.
- Хосров I Ануширван инициировал корректировку астрономических Таблиц Шаха.
- В Дербентском проходе персы возвели крепостную стену.
- В Китае построена крепость Байянъюй, вошедшая затем в систему укреплений Великой китайской стены, а сама стена продлена от крепости Цзун-цинь-чюй в Сихэ до берега моря.
- Истреблена семья Тоба на Юге.
- Чэнь Ба-сянь низверг династию Лян и провозгласил династию Чэнь.
- В Китае завершилось правление династии Лян.
- 557—589 — Династия Чэнь в Южном Китае.
- С 557 — Император Чэнь Чэнь Ба-сянь.

### 557
- Смерть Хильдеберта I. Все франкские земли в руках Хлотаря.
- 558—561 — Король франков Хлотарь I.
- Болгары и славяне напали на Фракию, завоевали её и подступили к Константинополю. Командующим обороной назначен Велизарий, которому удаётся разбить варваров. Болгары и славяне возвращаются за Дунай.
- Восстановление Длинной стены Анастасия.
- Первое упоминание об аварах.
- В Византию прибывают послы Тюркского каганата.
- 558/9 — Воинство вождя кутригуров Забергана, в которое входили славяне, прошло неподалёку от Фессалоники.

### 558
- 560—616 — Этельберт I, англосаксонский король Кента (ок. 552—616). Женат на Берте, франкской принцессе.
- Ок. 560 — Синод в Брефи (Уэльс) против пелагианства. Активная роль святого Давида (Дафи) (ок. 520 — ок. 589).
- Хлотарь I казнит сына Храмна и его семью.
- Путешествие историка Евагрия в Сирию.
- 23 декабря умер Хильдеберт I король Парижа.
- 23 декабря Хлотарь I — король Франков.
- Ариамир — король свевов.

### 559
- Основано королевство Дейра[7][8][9].
- Начало правления династии Северная Чжоу (北周; 559—581).
- В 558−559 огромная орда болгар и склавинов под началом хана Забергана разорила Фракию и Македонию, прорвалась за Длинные Стены Константинополя и была отброшена лишь Велизарием. Примечательно, что славяне после этого произвели попытку напасть на столицу Византии с моря на плотах. Во время нашествия болгар Велизарию в 559 году снова было поручено начальство над войсками, и действия его были по-прежнему успешны.
- Гунны перед Константинополем.
- Конец правления У-ди (557—559).
- Смена правителя в государстве Джабийя: Джабала ибн Харис (549—559) → Флавиус Харис ибн Джабала (559—559).
- Смена правителя в государстве Когурё: Янвон (545—559) → Пхёнвон (559—590).
- Смена правителя в государстве Северная Ци: Вэнь Сюань-ди → Фэй-ди.
- Начало правления Мин-ди (Северная Чжоу).
- В 558 или 559 происходит смена правителя свевов: Харарих (550—558/559) → Ариамир (558/559 — 561/566).

## Родились
- Этельберт, король Кента

## Скончались
- Тотила — вождь вестготов.